# Aegotheles affinis
El egotelo afín (Aegotheles affinis) es una especie de ave caprimulgiforme de la familia Aegothelidae endémica de Nueva Guinea.

## Distribución
Se distribuye en las montañas Arfak, en la península de Doberai, al oeste de Nueva Guinea y otra población en región de la cuenca Karimui en la provincia de las Tierras Altas Orientales en el centro este de la isla.